# Prometeo o il Caucaso
Prometeo o Il Caucaso (in greco antico: Προμηθεὺς ή Καύκασος?) è un dialogo di genere mitologico scritto nel II secolo d.C. da Luciano di Samosata. Lo scrittore si era già cimentato nel mito nei suoi Dialoghi, nella raccolta Dialoghi degli dei, nella quale trattava in maniera satirica degli Dei ma realistica e riflessiva della tortura di Prometeo. Il dialogo inizia come l'incipit della tragedia Prometeo incatenato di Eschilo.

## Il mito di Prometeo
Prometeo era un titano figlio di Giapeto e Climene. Egli era il beniamino del popolo degli umani visto che li aveva creati lui usando la terra e il fuoco, ma questi erano malamente considerati da Zeus e dagli dei che li ritenevano minori e inutili. Come fratello Prometeo aveva lo sciocco Epimeteo il quale, quando gli fu dato assieme al fratello l'incarico di donare alle creature dei doni per sopravvivere, contò male i poteri e le qualità, trascurando completamente l'uomo. Successivamente Zeus si schierò apertamente contro l'umanità a causa di un torto ordito da Prometeo. Infatti durante una celebrazione di sacrifici in onore del dio, Prometeo per l'offerta tolse la carne e gli organi, lasciando al sacerdote solo le ossa e il grasso. Quando Zeus se ne accorse privò l'umanità del fuoco. Così Prometeo deciso a riprenderselo, partì per l'Olimpo e usando il carro dorato di Elio, dio del Sole, rubò il fuoco agli Dei. L'affronto, spifferato inoltre al Padre degli Dei da Epimeteo per timore di essere punito, sconvolse l'Olimpo e così Prometeo fu prelevato dal dio fabbro Efesto, nonché suo parente, e condannato ad essere incatenato sulle rocce del Caucaso con un'aquila che gli mangiava il fegato ogni giorno, su legge divina che l'organo sarebbe ricresciuto di notte per lo strazio del giorno successivo.

## Il dialogo

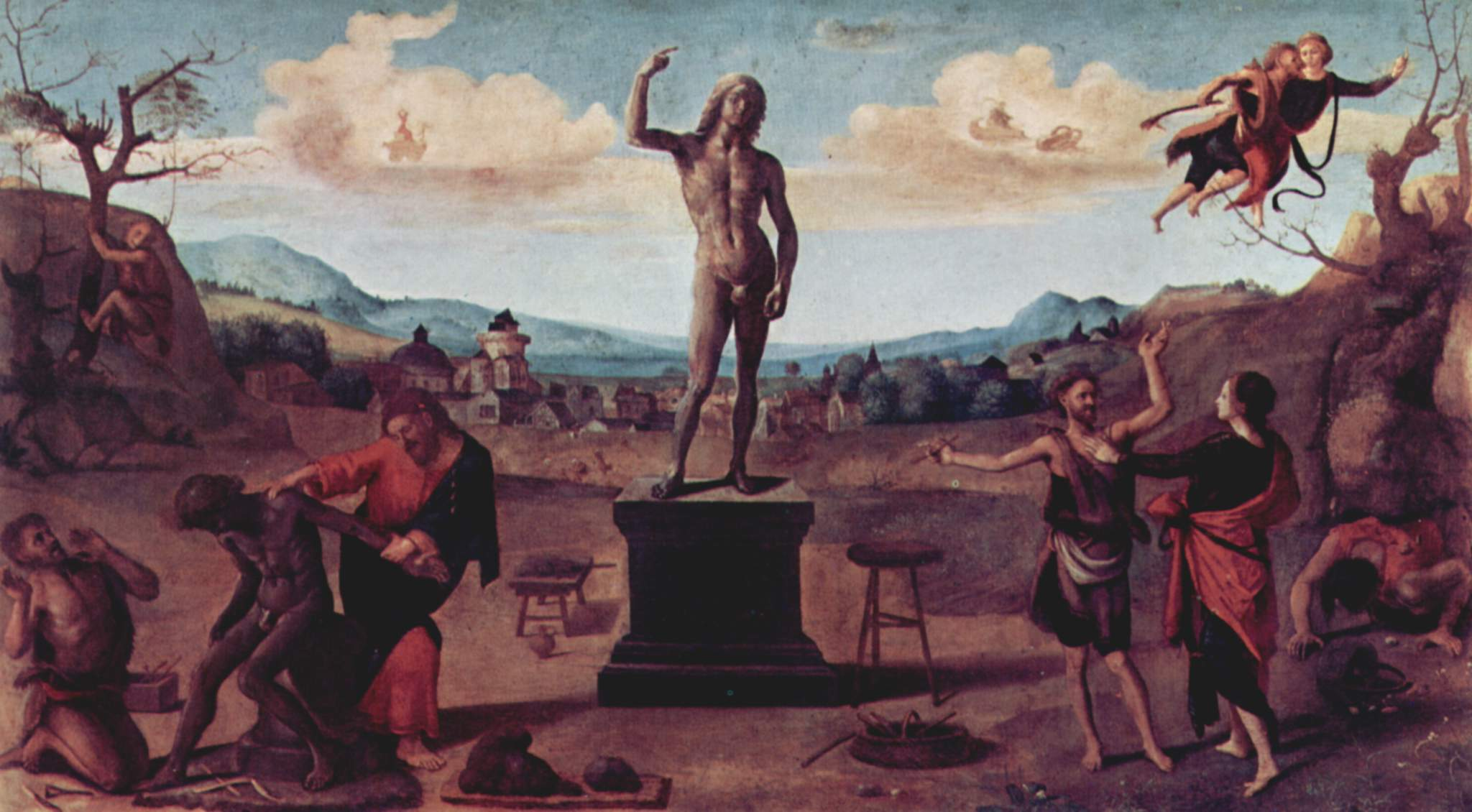
Prometeo crea l'uomo, dipinto di Piero di Cosimo

La disputa tra i due Dei e il titano avviene proprio nel momento in cui Prometeo è condotto alle pendici del Monte Caucaso per essere incatenato. Il crudele Giove ha scelto il dio fabbro Vulcano come fabbricatore delle catene infrangibili da mano mortale affinché avvinghiassero più strettamente possibile Prometeo affinché non si liberasse mai più dal luogo ove era bloccato. Prometeo si dimena e supplica Mercurio e il cugino Vulcano di fermarsi cosicché gli venga concessa una seconda possibilità per redimersi ma Mercurio, più di Vulcano che vorrebbe disobbedire a Giove, è impassibile e invita il compagno ad affrettarsi nell'incatenarlo. Mentre ciò avviene Prometeo allora lancia una tremenda invettiva contro Giove, così crudele nei confronti dei più deboli come gli umani che non sono immortali e contro la lussuria e la superbia di tutti gli Dei che non pensano ad altro che crogiolarsi nella sofferenza altrui. 

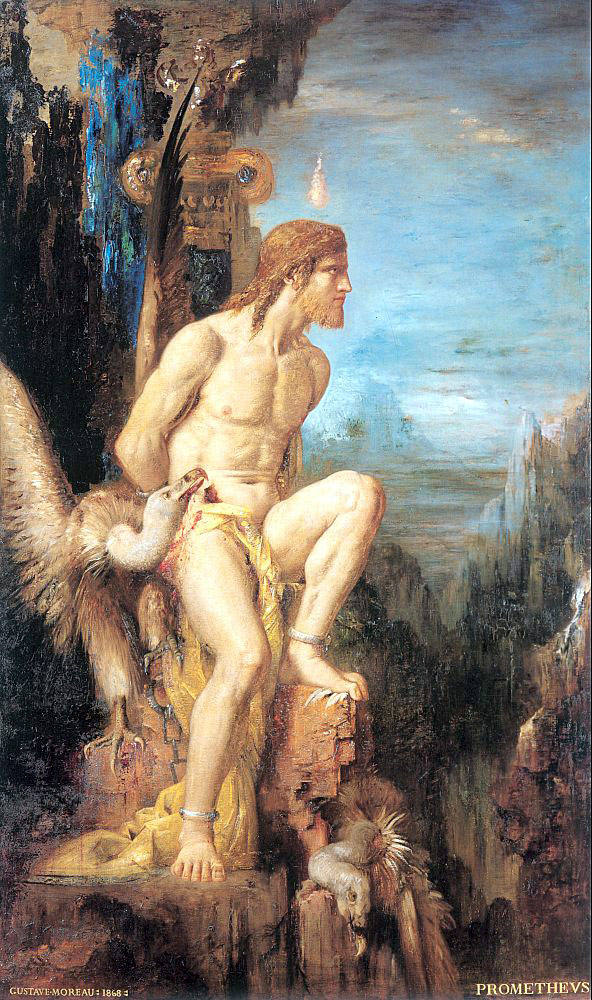
Prometeo incatenato con l'aquila, dipinto di Gustave Moreau

Mercurio invita il condannato a tacere, ricordandogli dell'imbroglio del sacrificio di Giove e specialmente del furto del fuoco. Allora Prometeo spiega ai due le ragioni per cui ha trasgredito alle regole del sommo Giove. Secondo lui era assurdo e inaccettabile che gli Dei avessero bisogno ogni volta che volevano di un sacrificio. Innanzitutto si toglievano decine e decine di vite di animali innocenti e soprattutto le loro carni, anziché servire da pasto all'uomo e ai più bisognosi doveva essere arsa sui carboni per propiziarsi qualche evento. Tutto ciò Prometeo lo rinfaccia anche a Giove dicendo che egli era un bruto e un tiranno a volere fin dall'inizio il timore dell'uomo mediante i sacrifici e templi fastosi ed enormi. Per questo il titano dichiara felicemente e fieramente di aver agito con determinazione e saggezza nell'aver diviso le parti di una vittima sacrificale un giorno separandone le carni e gli organi da destinare all'uomo e le ossa con il grasso per il Dio; tanto alla fine col fuoco tutto sarebbe andato in fumo. Dato che Mercurio non è ancora convinto, Prometeo passa alla difesa dell'uomo, sua creatura prediletta, giacché il titano lo plasmò dalla terra con acqua e fuoco. Prometeo conferma di aver dato vita ad una forma di vita perfetta, simile agli Dei, ma non nei poteri e nella longevità. Infatti l'uomo sarebbe stato destinato a morire compiuto il suo ciclo, tuttavia aveva la capacità di riprodursi ed inoltre grazie alla sua intelligenza avrebbe prosperato per i secoli dei secoli sulla Terra proprio come una sorta di Dio, simile agli Immortali dell'Olimpo. Tutto ciò Prometeo lo aveva già concepito creando il primo uomo, tuttavia Giove non vedeva di buon occhio la sua impresa, giacché l'uomo, avendo il libero arbitrio poteva o avvicinarsi di più all'immortalità grazie al buon uso dell'intelletto e delle sue capacità oppure degradarsi governando crudelmente i suoi simili e compiendo azioni turpi e scabrose. Così il Padre degli Dei, come spiega Prometeo, privò l'uomo di qualsiasi risorsa, e suo involontario e sciocco complice fu il balordo Epimeteo, fratello minore di Prometeo, il quale nel distribuire i doni e le qualità a tutti gli animali della Terra, concessili da Giove, si era scordato di darne un po' anche all'uomo, lasciandolo privo di artigli e nudo come un verme. Così, dopo che Giove privò l'uomo del fuoco, anziché prendersela con Prometeo per il sacrificio sabotato, il titano beniamino dell'umanità salì con l'aiuto di alcuni Dei minori sull'Olimpo e nascose una fiammella in un lungo bastone per poi consegnarlo agli abitanti della Terra cosicché potessero farne buon uso scaldandosi e cuocendo il cibo. 
Mercurio e Vulcano, sebbene stupiti dalle parole usate da Prometeo per la sua apologia dell'uomo, notano che lui non ha ancora trovato dei buoni motivi per riscattarsi dal supplizio.